# Pizzicata (film)
Pizzicata è un film del 1996 diretto da Edoardo Winspeare, ne è protagonista Cosimo Cinieri (nelle vesti di Carmine Pantaleo). Interamente girato in provincia di Lecce.

## Trama
Nel 1943, nel pieno della seconda guerra mondiale, un aereo statunitense viene abbattuto nei pressi della Puglia, precipitando sulla costa salentina: il suo giovane pilota, l'italoamericano Tony Morciano, riesce a salvarsi gettandosi con un paracadute. Viene trovato e soccorso da una famiglia d'agricoltori del luogo, i Pantaleo. Il capofamiglia Carmine vede nel giovane un aiuto nel lavoro tra i campi, ma la figlia Cosima se ne innamora. Tony, originario proprio del Salento, da dove era emigrato al seguito della famiglia da bimbo, riscopre pian piano i luoghi dell'infanzia, arrivando poi a ricambiare l'amore di Cosima, prima nascosto poi sempre più forte e rivelato. Cosima è però promessa sposa al ricco proprietario terriero Pasquale, il quale manifesterà in modo cruento la sua gelosia.
Durante una festa di paese, in cui la popolazione è intenta a ballare la danza tradizionale della pizzica, i due rivali in amore colgono l'occasione per sfidarsi in una violenta Danza delle Spade, nella quale però è l'aviatore ad avere la meglio. Temendo di aver perso Cosima, Pasquale tende un'imboscata a Tony e lo accoltella, uccidendolo.
A causa del dolore per la morte dell'amato, Cosima entra in uno stato di catatonia. Il disagio psicologico della ragazza si risolve in un caso di tarantismo, secondo i meccanismi antropologici studiati dall'etnologo Ernesto de Martino.

## Produzione
Il film è stato girato nel 1994 in varie località del Salento, tra cui: Botrugno, Depressa, Galatina e Presicce.